# Aeroportul Municipal Casa Grande
Aeroportul Municipal Casa Grande (IATA: CGZ, ICAO: KCGZ, FAA LID: CGZ) este un aeroport din Arizona, Statele Unite ale Americii ce deservește zona Casa Grande⁠(d). Aeroportul a fost tranzitat în 2019 de 4 pasageri. A fost numit după zona deservită.
Situat la o altitudine de 446 m, aeroportul dispune de 1 pistă.

## Infrastructură

### Piste
Aeroportul dispune de o singură pistă. Pista 05/23 are suprafața de asfalt și dimensiunile 5.200 picioare × 100 picioare. 